# Ofenbild

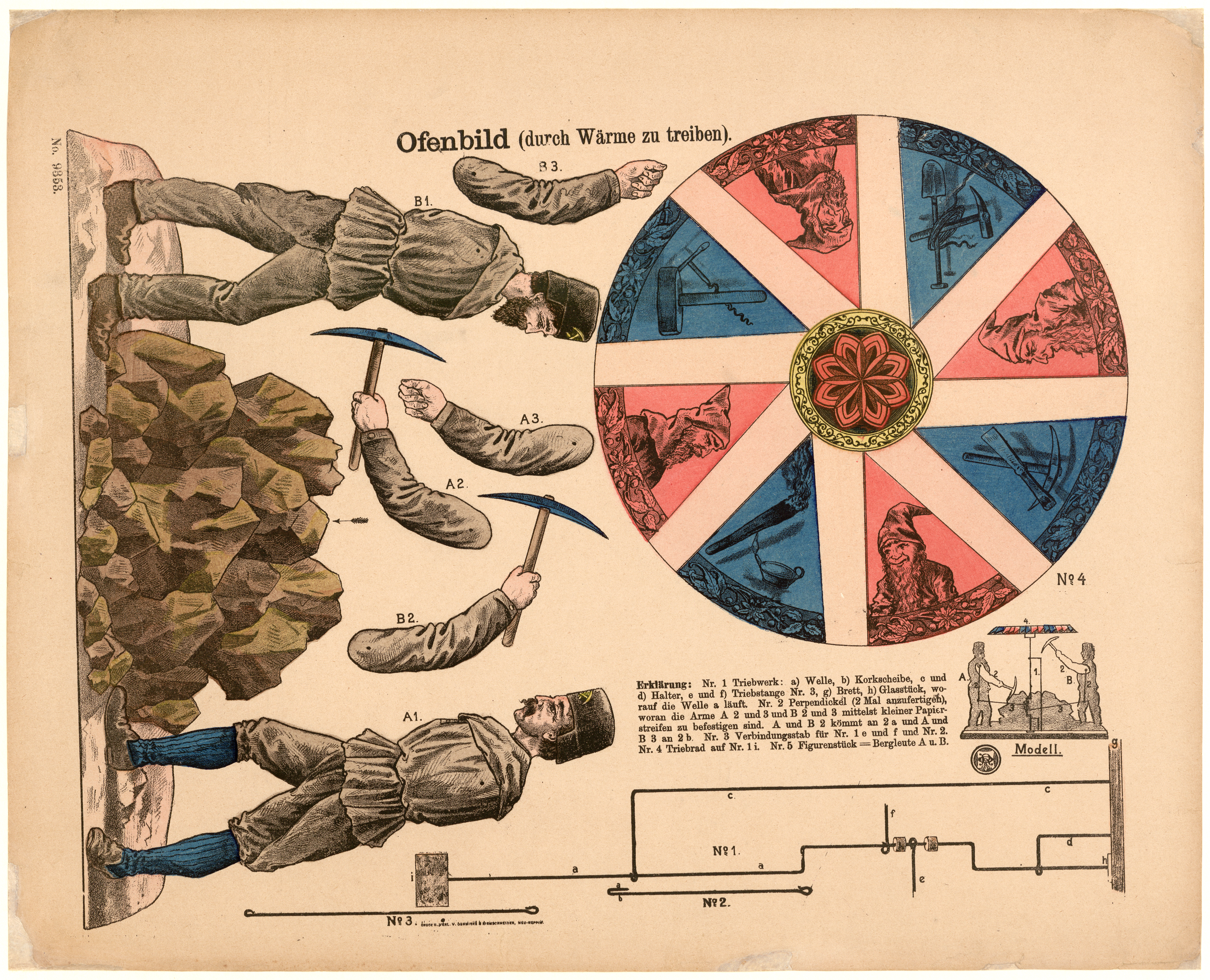
„Ofenbild (durch Wärme zu treiben)“ mit zwei Bergleuten;
Ausschneidebogen mit Bastelanleitung und einer Skizze, Firma Oehmigke & Riemschneider, „No. 9353“, um 1894; Staatsbibliothek Berlin

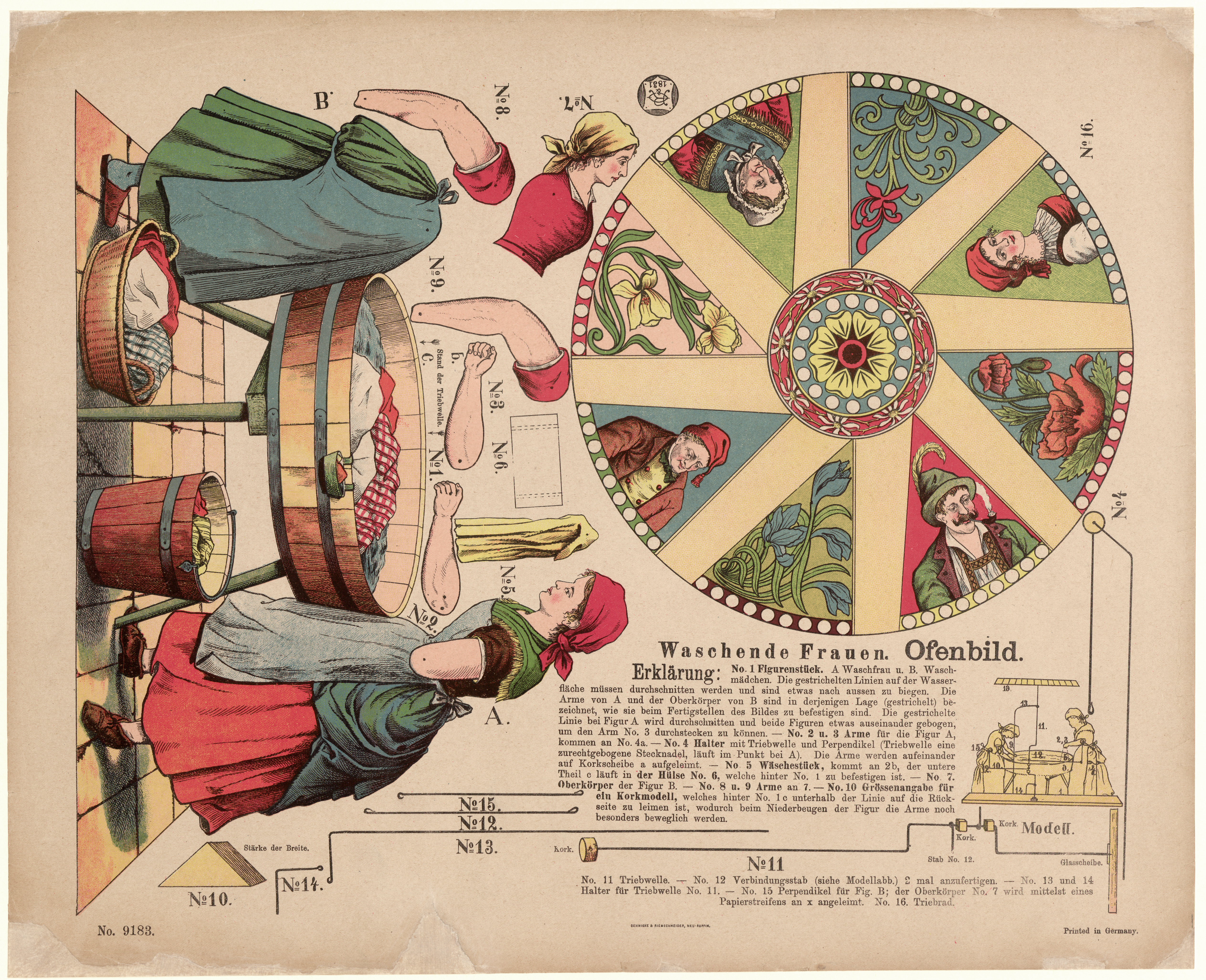
Um 1892: Vielfarb-Lithografie „Waschende Frauen“ an einem Waschbottich zum Ausschneiden und Basteln;
Oehmigke & Riemschneider „No. 9183“; Staatsbibliothek zu Berlin

Ofenbilder, auch Ofentheater genannt, sind zumeist aus Pappe zu einer Szene zusammengestellte Figuren, die sich durch die aufsteigende Warmluft eines Ofens oder anderweitiger Heizkörper automatisch in Bewegung setzen. Die Kartonmodelle dienten oftmals Bildungszwecken und wurden insbesondere im 19. Jahrhundert zumeist an einem zentralen Platz aufgestellt, um für alle Bewohner eines Hauses und deren Besucher sichtbar zu sein.

## Geschichte
Ofenbilder kamen vermutlich erstmals in der lithografischen Anstalt von Jean-Fréderic Wentzel im damaligen Weißenburg im Elsass auf den Markt. Sie wurden im 19. Jahrhundert zumeist nur in Deutschland produziert, nur selten in anderen Ländern. So ist beispielsweise von der französischen Druckerei Imagerie d’Épinal lediglich ein Ofenbild bekannt.
Die Ofenbilder zeigten oftmals kriegerische Szenen zum Beispiel einer Seeschlacht oder eines Reitergefechts.